# Ceriosporopsis cambrensis
Ceriosporopsis cambrensis är en svampart som beskrevs av I.M. Wilson 1954. Ceriosporopsis cambrensis ingår i släktet Ceriosporopsis och familjen Halosphaeriaceae.   Inga underarter finns listade i Catalogue of Life.